# Chizu Ono
Chizu Ono (小野 千寿, Ono Chizu, né le 1er janvier 1970) est une photographe japonaise.
Née dans la préfecture d'Akita, Ono étudie le design d'intérieur au Tama Geijutsu Gakuen (多摩芸術学園) (filiale de l'université des beaux-arts Tama qui ferme en 1992), obtient son diplôme en 1991 et travaille comme designer. Elle réside en France de 1995 à 1996 et retourne au Japon pour y travailler comme designer tout en continuant à s'adonner à la photographie pendant son temps libre.
En 1997, son portfolio de photographies en noir et blanc de regards de chaussées et autres à Paris, Un curriculum vitæ, est exposé au musée métropolitain de photographie de Tokyo et remporte un prix spécial à la deuxième Tokyo International Photo-Biennale (第２回東京国際写真ビエンナーレ), Dainikai Tōkyō Kokusai Shashin Biennāre).
En compagnie de son mari Grégoire Dentan, Ono dirige une société de design, Atelier Grizou.

## Album
- Tōkyō Kokusai Shashin Biennāre: Dainikai: Sono tayōsei o megutte (東京国際写真ビエンナーレ 第2回 その多様性をめぐって?). Tokyo : musée métropolitain de la photographie de Tokyo, 1997.

## Source
- (ja) Kasahara Michiko ((笠原美智子?). Ono Chizu. Nihon shashinka jiten (日本写真家事典?) / 328 Outstanding Japanese Photographers. Kyoto: Tankōsha, 2000.  (ISBN 4-473-01750-8). p. 83. En dépit du titre alternatif en anglais tout le texte est en japonais.